# Delta Force 2
Delta Force 2 — компьютерная игра, тактический шутер от первого лица, от компании NovaLogic. Выпуск игры состоялся 3 ноября 1999 года. Сиквел игры 1998 года Delta Force, представитель серии игр Delta Force. В игре использовался вокселный движок Voxel Space 32.

## Сюжет
Игрок выступает в роли бойца подразделения специального назначения Армии США Дельта. Есть две кампании, в одной из которых игрок борется с силами, владеющими биологическим оружием, в другой — с силами, пытающимися завладеть ядерным оружием. В каждой из кампаний есть ряд миссий, действие в которых происходит в различных точках Земли, в том числе в Африке и в Сибири. Также имеется возможность прохождения одиночных миссий.

## Геймплей
Особенностями игры с геймплейной стороны являются относительно высокий уровень реализма, большие открытые локации, отсутствие ограничений в плане выбора способа выполнения поставленных в каждой миссии задач. В Delta Force 2 присутствует баллистика снарядов - пули и гранаты летят по параболической траектории, есть возможность настройки высоты оптического прицела. Помимо этого, большинство построек разрушаемы — разрушаемость, по сегодняшним меркам, реализована примитивно, при подрыве здания взрывчаткой или достаточным числом гранат появляются спрайтовые взрывы и дым, после чего моделька заменяется на разрушенную. Другой характерной особенностью игры является низкий запас здоровья как персонажа игрока, так и противников — в большинстве случаев для гибели достаточно 1 попадания из винтовок и пулеметов и 2 попаданий из пистолетов и пистолетов-пулеметов.
В отличие от первой части, технику возможно уничтожить только ручными гранатами, снарядами подствольных гранатометов и LAW, взрывчатки, а также, с помощью артиллерийского удара.
Прохождение одиночной кампании представляет собой свыше двадцати последовательных миссий, которые проходят в различных горячих точках на Земле. Все действия происходят на обширных территориях, где есть свои стили прохождения. Игрок каждый раз берёт на себя роль бойца специального подразделения и начинает выполнять поставленные задачи. Доступен значительный арсенал для вооружения солдата, но для прохождения используются лишь некоторые основные виды оружия. Всё вооружение и экипировка реализованы по реальным образцам.
В игре  также имеется мультиплеер с несколькими режимами, включая кооператив, deathmatch, team deathmatch, king of the hill, capture the flag.

### Оружие и снаряжение
В игре присутствуют снайперские и штурмовые винтовки(карабины), пулемет, пистолет-пулемет, винтовка для подводной стрельбы, ручной гранатомет, ранцевая взрывчатка, ручные гранаты и несколько пистолетов. Снаряжение представлено, бронежилетом, маскхалатом, аквалангом и дополнительной амуницией. В силу того, что все миссии игры проходят на открытых локациях, наиболее эффективным и универсальным оружием являются оснащенные оптическими прицелами штурмовые винтовки. Оружие без оптики малополезно на дальних дистанциях, снайперские винтовки наоборот неэффективны на ближних дистанциях. Оружие для подводной стрельбы в реалиях игры не нужно, так как миссий, проходящих целеком или хотя бы в значительной степени под водой, в Delta Force 2 нет. Большую часть оружия и снаряжения можно выбирать перед миссией.

#### Оружие
- M4 — штурмовая винтовка(карабин), в игре присутствует в двух вариантах: с подствольным гранатометом и подствольным дробовиком, оба варианта оснащены оптическим прицелом и имеют три режима стрельбы: очередью, полуавтомат и подствольный гранатомет/дробовик.
- M249 SAW — ручной пулемет, присутствует только автоматический режим стрельбы, оптический прицел отсутствует.
- Barret .50 — крупнокалиберная снайперская винтовка. Имеет наибольшую в игре степень увеличения оптического прицела, а также наилучшую баллистику. Недостатком является малый боезапас. В реальном мире подобные винтовки также применимы для поражения легкобронированной техники, однако в игре "Баррет" не наносит повреждения транспортным средствам, как и другое стрелковое вооружение. Полуавтоматический режим ведения огня.
- M40 — еще одна снайперская винтовка. Имеет меньшее количество патронов в магазине, но более крупный общий боезапас. Реально существующая M40 имеет скользящий затвор, однако в условиях игры, режим стрельбы ничем не отличается от полуавтоматического режима других видов вооружения
- HK MP5 SD 3 — пистолет-пулемет с глушителем. Не имеет оптического прицела, урон как у пистолетов. Два режима ведения огня: полуавтоматический и очередями.
- Underwater Assault Rifle — одно из двух видов вооружений в игре, из которого можно стрелять под водой. При стрельбе на поверхности имеет крайне низкий урон, для убийства противника необходимо 4 выстрела, отсутствует оптика. Два режима ведения огня: автоматический и полуавтоматический. В силу отсутствия в игре подводных миссий данное оружие практически бесполезно.
- SOCOM .45 — присутствует в двух вариантах: c глушителем и без глушителя. Полуавтоматический режим ведения огня.
- HK P11 — пистолет для подводной стрельбы. На поверхности урон крайне низкий. В реалиях игры также практически бесполезен.
- LAW — ручной противотанковый гранатомет. В игре наиболее эффективен для уничтожения наземной и воздушной техники. В отличие от реально существующего гранатомета, в игре имеет оптический прицел.
- Satchel Charge — Взрывчатка с дистанционным взрывателем. В игре используется для уничтожения зданий и техники.
- Claymore — противопехотная мина, детонирует при приближении к ней.
- M67 — ручная осколочная граната, присутствует в двух вариантах: с моментальным подрывом при касании и c отложенным подрывом.

#### Прочее снаряжение
- Ammunition — дополнительная амуниция, увеличивает общий боезапас основного и вторичного оружия.
- Kevlar Vest  — бронежилет, увеличивает запас здоровья, позволяет пережить 1-2 дополнительных попаданий.
- Ghillie Suit — маскхалат, по задумке разработчиков должен был снижать заметность игрока для противников в траве
- LAR V Rebreather — Акваланг, позволяет находиться под водой неограниченное время.
- Video Camera — после установки к ней можно подключиться и смотреть передаваемое изображение.
- Laser Designator — лазерный целеуказатель присутствует в снаряжении игрока всегда. В некоторых миссиях имеется возможность вызвать артиллерийский удар.
- Binoculars — Бинокль, также всегда присутствует в снаряжении игрока.

## Движок
Игра создана на движке Voxel Space 32. Как и предыдущие версии, данный игровой движок позволяет создавать крупные открытые локации и способен работать с воксельной, полигональной и спрайтовой графикой. Воксели используются для рендеринга самих локаций, полигоны — для моделей игроков и противников, спрайты — для моделей оружия при виде от первого лица, а также, для анимаций взрывов и эффекта дыма. В сравнении с предыдущей версией, Voxel Space 32 поддерживает более высокое максимальное разрешение —  вплоть до 1024 на 768 точек, а также, 32-битной цветовую гамму.

## Оценки
| Сводный рейтинг | Сводный рейтинг |
| Агрегатор       | Оценка          |
| --------------- | --------------- |
| GameRankings    | 72,64 %         |

Американский сайт IGN в своей рецензии поставил игре оценку 7.5 баллов из 10, похвалив Delta Force 2 за интересный мультиплеер, улучшенную графику и реализм, в то же время указав на высокие системные требования, проблемы с ИИ противников и графические глитчи. В целом автор рецензии резюмировал, что игра не хуже первой части, но в то же время ней нет каких-то кардинальных изменений в сравнении с оригиналом. Другой американский портал Gamespot выпустил положительную рецензию на шутер, автор статьи хвалил Delta Force 2 за увеличившиеся разнообразие и сложность миссий, интересный мультиплеер, а также общую реалистичность и иммерсивность игры, но указал на возросшие системные требования и наличие багов.
Российский ресурс AG.ru поставил игре 65 баллов из 100 возможных.